# Río Palora
Río Palora är ett vattendrag i Ecuador.   Det ligger i provinsen Morona Santiago, i den centrala delen av landet, 200 km söder om huvudstaden Quito.